# Большая Речка (приток Маромицы)
Большая Речка — река в России, протекает в Опаринском районе Кировской области. Устье реки находится в 5,2 км по левому берегу реки Маромица. Длина реки составляет 12 км.
Река берёт исток в лесах в 6 км к юго-западу от посёлка Речной (центр Речного сельского поселения). Течёт на запад по ненаселённому заболоченному лесу.

## Данные водного реестра
По данным государственного водного реестра России относится к Камскому бассейновому округу, водохозяйственный участок реки — Вятка от города Киров до города Котельнич, речной подбассейн реки — Вятка. Речной бассейн реки — Кама.
По данным геоинформационной системы водохозяйственного районирования территории РФ, подготовленной Федеральным агентством водных ресурсов:
- Код водного объекта в государственном водном реестре — 10010300312111100035119
- Код по гидрологической изученности (ГИ) — 111103511
- Код бассейна — 10.01.03.003
- Номер тома по ГИ — 11
- Выпуск по ГИ — 1